# Glowesabend
Glowesabend oder Glowesowend ist in der Gegend um Kassel die Bezeichnung für den Nikolausabend.
Als Glowes (Mehrzahl Glöwesse), früher auch Klowes (Dialektform von Klaus), bezeichnet man die als Nikolaus oder auch anders verkleideten Kinder, die jeweils am 6. Dezember nach Einbruch der Dunkelheit an den Haustüren und in kleinen Geschäften Sprüche aufsagen, um Süßigkeiten zu erlangen (Heischebrauch). In der Region südlich um Kassel ändert sich die Schreibweise auch in Klobes oder Clobes.
Spruchbeispiele:
Ich bin en kleiner Könich,
gebt mer net zuwenich.
Wünsche euch en langes Leben,
müsst mä au was Schönes geben.
Ich bin en kleiner Frosch,
gebt mä doch'n Grosch.
Gebt mä'n Stücke Speck,
dann hüpp ich widder weg.
Ich bin die kleine Erika,
ich komme aus Amerika.
Ich komme aus Bonn
und will was honn.
Hände hoch,
 und keine Mätzchen.
Arsch an de Wand
und her midde Plätzchen.
Ich bin der kleine Nick, 
 ich wünsche dir viel Glück, 
 ich wünsche dir ein langes Leben, 
kannst mir auch 'nen Taler geben.
Ich benn dr kleine Dicke, 
ich winsche uch viel Gligge, 
ich winsche uch 'n langes Läwen, 
müssd mä au auch was Schenes gäwen.
In den nordhessischen Mundarten wird das Wort Glowes oder Gloweskopp auch als Schimpfwort für einen nicht ernst zu nehmenden Menschen benutzt.